# 紫霄镇
紫霄镇，是中华人民共和国江西省抚州市南丰县下辖的一个乡镇级行政单位。

## 行政区划
紫霄镇下辖以下地区：
上古村、东村、饶家村、洽村、溪东村、大岭背村、明阳村、黄龙坑村、新田村、瞿村、周坊村、黄砂村、西坑村、宝石村、罗坊村、禾溪村、朱坊村、西溪村和藕塘村。